# Đoko Rosić

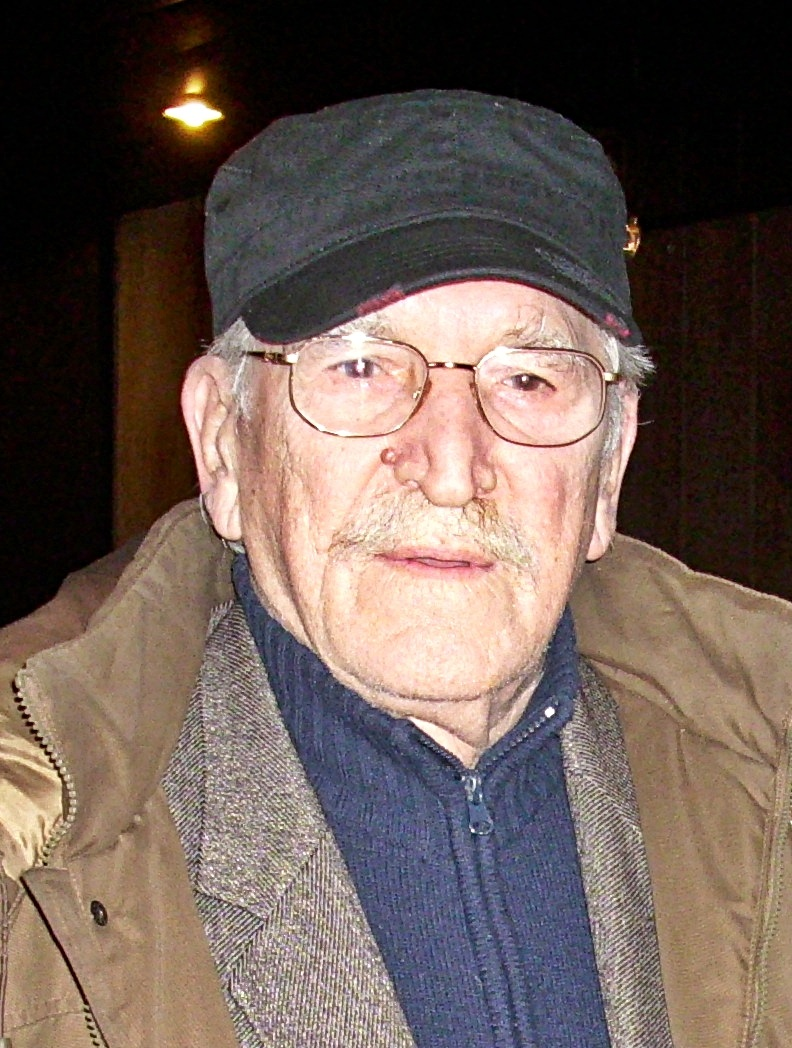
Đoko Rosić (2013)

Đoko Rosić (* 28. Februar 1932 in Krupanj; † 21. Februar 2014 in Sofia) war ein serbisch-bulgarischer Schauspieler.
Rosić emigrierte aus seinem Geburtsland Jugoslawien 1951 nach Bulgarien. Dort schloss er ein Hochschulstudium an der heutigen Universität für National- und Weltwirtschaft 1957 ab. Für das bulgarische Staatsradio war er 17 Jahre lang tätig, ab 1963 wirkte er auch als Schauspieler in insgesamt etwa 100 Filmen aus bulgarischer, aber auch ungarischer und DEFA-Produktion. 1998 gewann er eine ungarische Auszeichnung als bester Schauspieler.

## Filmografie (Auswahl)
- 1962: Chronika na tschuwstwata
- 1971: Goya
- 1977: Trini
- 1977: El Cantor (Fernsehfilm)
- 1984: Bockshorn
- 1988: Präriejäger in Mexiko
- 1990: Deathstalker IV (Deathstalker IV: Match of the Titans)
- 1999: Tuvalu
- 2000: Die Werckmeisterschen Harmonien (Werckmeister harmóniák)
- 2003: Rose’s Song – Glaube und Hoffnung
- 2005: Otkradnati ochi
- 2006: Basilisk – Der Schlangenkönig (Basilisk: The Serpent King) (Fernsehfilm)
- 2007: A Nap utcai fiúk
- 2008: Zift
- 2012: Jigsaw Puzzle